# L&C Stendal
L&C Stendal ist ein deutscher Hersteller von Stahlmöbeln aus Stendal. Das Unternehmen fertigt Möbel mit der charakteristischen Stahlrohr-Konstruktion.

## Geschichte

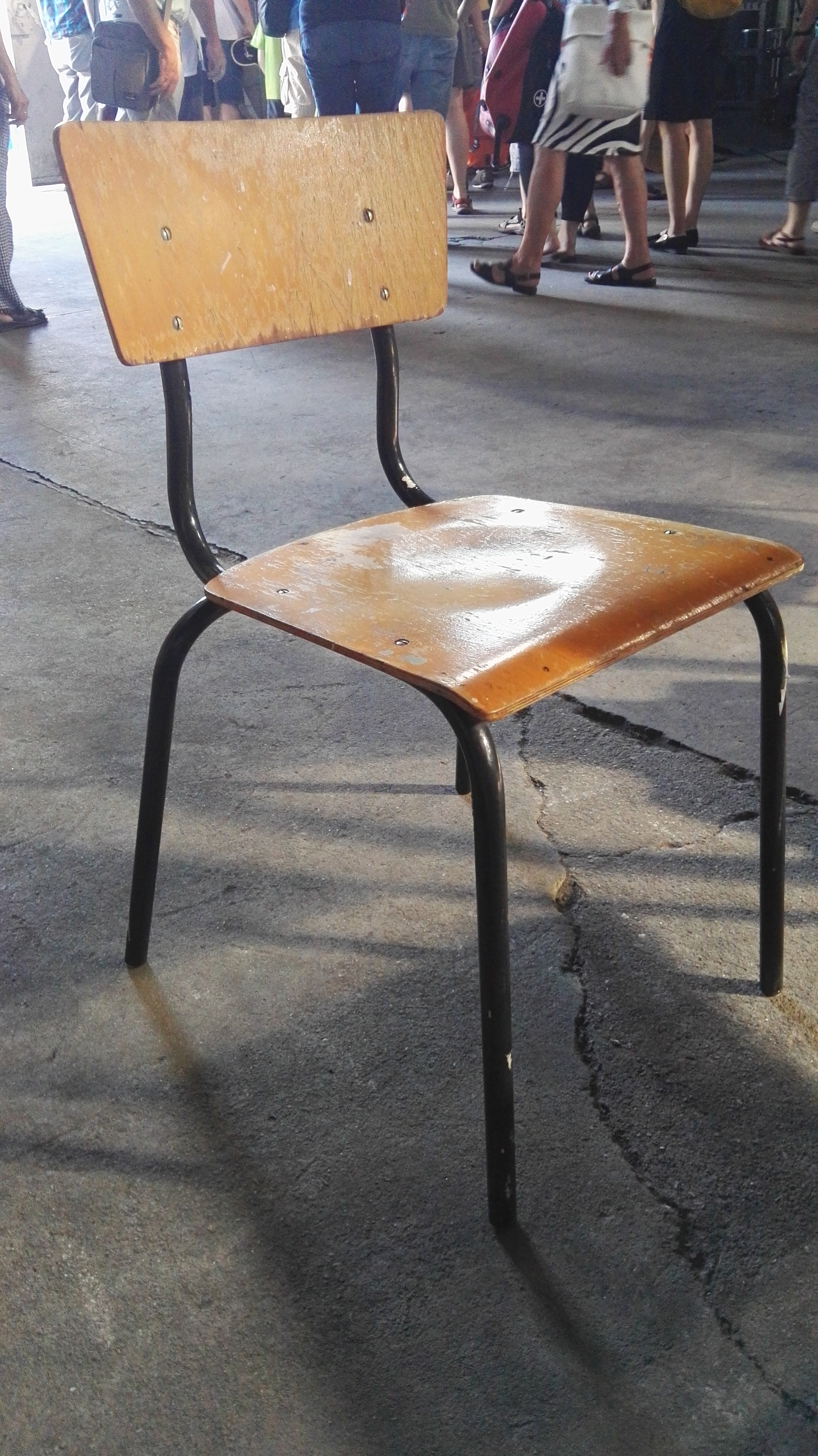
Stuhl 3101

1889 wurde das Stendaler Werk von Eisenhändler Louis Arnold und seinem Sohn Carl (daher L&C) aufgebaut, die bereits seit 1871 eine Eisenmöbelfabrik in Schorndorf betrieben. Ab 1910 entwickelte sich der klappbare Gartenstuhl Nr. 2, der auch heute noch als klassischer Biergartenstuhl bekannt ist, zum ersten Verkaufsschlager. In den 1920er Jahren produzierten 1400 Mitarbeiter Gartenmöbel, Stahlrohrbetten und Tische. 1926 war das Unternehmen der führende Hersteller von Stahlmöbeln in ganz Europa. 1933 produzierte L&C Stendal für den Bauhaus-Möbeldesigner Marcel Breuer  exklusiv 36 Modelle. Zu größerer internationaler Bekanntheit verhalf dem Unternehmen 1936 die Herstellung der Sitzmöbel für das Luftschiff Hindenburg.
Auch zu DDR-Zeiten wurden unter dem Namen VEB Stahl- und Industriemöbelwerke (kurz STIMA) weiter Stahlrohrmöbel produziert. Dabei wurden auch Strafgefangene eingesetzt. Stima gehörte zum Möbelkombinat Dessau. Das Unternehmen produzierte für den DDR-Bedarf, aber auch für den Export in die Sowjetunion sowie für IKEA. Bekannt wurde insbesondere der Stapelstuhl Modell 3101, der seit 1959 produziert wird. Nach der Wende wurde der Stuhl unter dem Namen Comeback vermarktet und sogar in die USA exportiert.
Nach der Wende von 1989 wurde das Unternehmen von der Treuhandanstalt an die Familie Arnold rückübertragen, die es an die amerikanische Firma Hillroom verkaufte. Diese plante ein Schließung, verkaufte das Werk dann aber an die Unternehmerfamilie Müller. 2018 kam es zu einer Insolvenz in Eigenverwaltung. Danach erwarb Gerhard Barthle aus Schwäbisch Gmünd, der bereits das Insolvenzverfahren als Prokurist begleitet hatte, das Unternehmen.

## Aktuell
Das Unternehmen beschäftigt derzeit (Stand 2/2023) noch etwa 20 Mitarbeiter. Zu seinen Abnehmern gehören u. a. das KaDeWe und das Deutsche Historische Museum. Die Ausstellung der Firma kann besichtigt werden.